# Руис, Сесар (генерал)
Сесар Руис Даньяу (исп. César Ruiz Danyau, 26 октября 1918 года, Анголь, Чили — 21 ноября 1990 года, Сантьяго, Чили) — чилийский военный и политический деятель, дипломат. Генерал авиации. Главнокомандующий ВВС Чили (1970—1973), министр общественных работ и транспорта Чили в правительстве Сальвадора Альенде (1973). В годы военной диктатуры занимал посты ректора Чилийского университета (1973—1974) и посла Чили в Японии (1979—1982), после перехода к демократическому правлению в соответствии с авторитарными положениями Конституции 1980 года занимал пост институционального cенатора (1990).

## Биография
Родился в семье Альберто Руиса Диеса и Марты Даньяу Ривас. Получил начальное образование в лицее города Сан-Фелипе, среднее — в мужском лицее своего родного города Анголь. Решив пойти по военной линии и стать лётчиком, в 19-ти летнем возрасте поступил в Военную школу имени Освободителя Бернардо О’Хиггинса на офицерские курсы, в 1939 году окончив их с присвоением звания младшего лейтенанта. В дальнейшем продолжил службу в рядах Военно-воздушных сил и в 1955 году получил должность заместителя директора Военной академии. С 1958 по 1959 год командовал авиационными соединениями ВВС, после чего был переведён на общественную работу в качестве генерального секретаря ВВС и военного атташе в посольстве Чили в Перу.
В 1964 году получил назначение директором Авиационного училища, в 1967 году был назначен командующим Северного военного округа, в 1969 году — начальником Генерального штаба Вооружённых сил Чили. Также до начала политической деятельности работал на ряде коммерческих должностей.

## Политическая деятельность

### С правительством Народного единства
4 сентября 1970 года на очередных президентских выборах кандидат левой коалиции «Народное единство» — социалист Сальвадор Альенде — с незначительным перевесом (36,62 % против 35,27 %) обошёл экс-президента Хорхе Алессандри, но не смог получить абсолютного большинства голосов. Согласно действующей Конституции 1925 года, в случае, если ни один кандидат не получает при голосовании 50 % голосов избирателей — право выбора главы государства из двух кандидатов, получивших относительное большинство голосов, переходит к Национальному Конгрессу. После парламентских выборов 1969 года, «Народное единство» имело 80 мест, а поддерживавшая Алессандри Национальная партия — 45. Таким образом, решающей становилась позиция Христианско-демократической партии (ХДП), имевшей 75 мандатов. Руководство ХДП во главе с пока ещё действующим Президентом страны Эдуардо Фреем и Патрисио Эйлвином было против поддержки Альенде, однако в партии существовало сильное левое крыло, возглавляемое Бернардо Лейтоном и Радомиро Томичем, которое признало победу социалиста и требовало отдать голоса фракции ХДП за него. Всё это значительно повысило роль Вооружённых сил как арбитра между правыми и левыми в преддверии назначенного на 24 октября голосования.
В соответствии с доктриной тогдашнего главнокомандующего Вооружённых сил страны, генерала Рене Шнейдера, чилийская армия была вне политики. Шнейдер позиционировал свою позицию следующим образом:

«Военные должны строго придерживаться конституционного порядка, и немыслимо, чтобы какие-либо группы внутри Вооружённых сил помышляли о выходе за рамки установленного в Основном Законе».
Однако многие старшие офицеры Вооружённых сил придерживались правых политических позиций и выступали против передачи власти открытому марксисту Альенде. Некоторые представители генералитета — в частности, будущий диктатор Аугусто Пиночет — вели переговоры с ХДП о её поддержке кандидатуры Алессандри на голосовании в Конгрессе. Пиночет обещал одному из сенаторов:

«Если вы отвергнете сеньора Альенде и проголосуете за второе относительное большинство, будьте полностью уверены, что армия поддержит это решение».
23 сентября руководство ХДП передало Альенде документ «Позиция Христианско-демократической партии в связи с пленарным заседанием Конгресса», в котором выразило согласие поддержать его кандидатуру в обмен на принятие «Статута о конституционных гарантиях», значительно ограничивающего президентские полномочия. Тот согласился на условия христианских демократов и 15 октября Палата депутатов (нижняя палата Конгресса) приняла «Статут» голосами депутатов от ХДП и «Народного единства», что лишило военных заговорщиков возможности остановить вступление в должность Альенде законным путём.
22 октября, за два дня до голосования, группа завербованных ЦРУ США путчистов во главе с отставным генералом Роберто Вио (уволенным из рядов Вооружённых сил за организацию провалившегося мятежа «Такнасо» в 1969 году) попыталась похитить генерала Шнейдера, который оказал сопротивление и был убит. Гибель главнокомандующего не входила в планы путчистов, так как развернула против них и командующих родами войск (в тот же день осудивших преступление), и президента Фрея (выразившего доверие соратнику покойного, генералу Карлосу Пратсу, который принял на себя обязанности главкома чилийской армии), и чилийское общество, отринувшего разногласия перед угрозой военного переворота. 24 октября Сенат Чили одобрил «Статут о конституционных гарантиях» и на совместном заседании обеих палат Национального Конгресса Сальвадор Альенде был избран Президентом страны.
Расследование убийства генерала Шнейдера показало, что в военном заговоре против нового главы государства участвовали представители всех родов войск, включая главнокомандующего ВВС генерала Карлоса Герра, главнокомандующего Военно-морских сил адмирала Фернандо Порта и начальника гарнизона Сантьяго генерала Камило Валенсуэла. В соответствии со «Статутом», за Президентом сохранялось право кадровых изменений командного состава Вооружённых сил при одобрении генералитета, и Альенде назначил новым главнокомандующим ВВС Чили генерала Руиса.

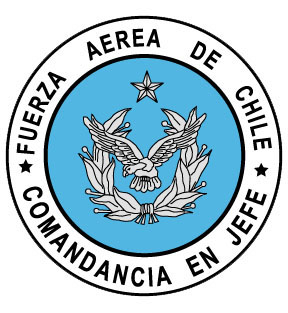
Эмблема Главнокомандующего ВВС Чили.

В конце 1972 года на фоне охватившего Чили политического кризиса генерал Пратс вошёл в состав правительства в качестве вице-президента и министра внутренних дел, что де-факто означало втягивание армии в политику. Ещё в сентябре того же года армейский генерал Каналес выступил с заявлением, в котором, в числе прочего, утверждалось: «…генералы ВВС считают, что нынешнее правительство не может оставаться у власти». Генерал авиации Густаво Ли был активным участником встреч оппозиционно настроенных офицеров и, по общему признанию, стал душой военного заговора. В начале 1973 года высшие офицеры ВВС присоединились к контактам конспиративной группы организации чилийских предпринимателей СОФОФА с представителями ВМС.
Состоявшийся 29 июня 1973 года мятеж «Танкетасо» был подавлен благодаря решительным действиям Пратса, оперативно мобилизовавшим верные Альенде войска. Провал путча позволил президенту реорганизовать правительство, включив туда командующих родами войск — главком ВВС генерал Руис получил пост министра общественных работ и транспорта, имевший критическое значение из-за продолжавшейся забастовки грузоперевозчиков.
10 августа Руис в ультимативной форме потребовал от владельцев грузовиков в течение 48 часов прекратить забастовку. Те заявили, что продолжат бастовать до падения Альенде. Правительство назначило 24 военных уполномоченных для реквизиции транспортных средств с правом задействования для этого войск. 18 августа военные и карабинеры заняли крупный лагерь бастующих в Пуэнте-Альто (20 километров к югу от Сантьяго) и конфисковали там 2500 грузовиков (которые вместо выхода на линии были перегнаны заговорщиками в казармы, где оставались до военного переворота), а также ликвидировали ещё ряд лагерей по всей территории Чили.
Однако днём ранее внутренняя разведывательная служба правительства узнала о плане путчистов использовать генерала Руиса в своих целях, после чего 19 августа Альенде отправил его в отставку со всех постов. Новым министром общественных работ и транспорта был назначен генерал Умберто Маглиокетти, а главнокомандующим ВВС — идеолог военного заговора и его активный участник, генерал Густаво Ли. На следующий день правые радиостанции начали передавать «заявления солидарности» с генералом Руисом и распространять слухи о якобы имевших место «волнениях в авиации» и ожидающихся «важных событиях». Спустя некоторое время ими было распространено сообщение группы офицеров ВВС во главе с майором Галегосом, которые уведомляли о переводе авиации в боевую готовность и непризнании отставки Руиса. Командование ВВС и генеральный секретариат правительства опровергли эту информацию как недостоверную, за её распространение была закрыта оппозиционная радиостанция «Агрикультура». Министерство национальной обороны пикетировала группа женщин, выдававших себя за офицерских жён (на деле это были активистки Национальной партии), выкрикивавших оскорбления в адрес генерала Пратса и выражавших «солидарность» с Руисом.
По мнению историка и дипломата Николая Платошкина, генерал Руис стал жертвой провокации, направленной на заполучение заговорщиками руководящих постов в родах войск и смещение лояльных правительству генералов. Отстранение Руиса с поста главкома ВВС привело к ещё большему нарастанию недовольства правительством Альенде в чилийском генералитете и дало заговорщикам (в лице Ли) полный контроль над Военно-воздушными силами, принявшими самое активное участие в осуществлении военного переворота 11 сентября 1973 года.

### На службе военной диктатуры
После военного переворота и установления диктаторского режима, Руис был назначен новым ректором Чилийского университета вместо близкого к экс-президенту Фрею (попытавшемуся вернуться в политику, но отставленного Пиночетом) христианского демократа Эдуардо Боэнигера. Активно проводил на этом посту линию военной хунты на изгнание из университета преподавателей и студентов левых (и шире — оппозиционных по отношению к диктатуре) взглядов, за время его руководства университетом автономный статус того был упразднён в соответствии с Законом № 50.
С 1979 по 1982 год занимал должность посла Чили в Японии.

### После восстановления демократии
В 1980 году на референдуме была принята новая Конституция страны, вводившая в структуру органов власти Совет национальной безопасности в составе командующих четырёх родов войск, Президента республики, председателя Сената и президента Верховного суда. Это оставляло за Вооружёнными силами институциональный контроль за деятельностью государства. Новая Конституция вводила институт пожизненного сенаторства для экс-президентов Чили, находившихся у власти более 6 лет (де-факто эта норма была введена для обеспечения Пиночету депутатской неприкосновенности в случае транзита власти, т.к. тот рассчитывал одержать победу на назначенном на 1988 год референдуме о доверии и последующих президентских выборах) и так называемого «институционального сенаторства» для 9 человек (4 из которых назначались Советом национальной безопасности из числа бывших главкомов родов войск, остальные — Верховным судом из бывших судей и Президентом из выдающихся деятелей политики, образования и культуры).
После первых свободных парламентских выборов, состоявшихся 14 декабря 1989 года, Совет национальной безопасности 19 декабря назначил Руиса институциональным сенатором по своей квоте как экс-главкома ВВС. Он вступил в полномочия 11 марта 1990 года и вошёл в состав Постоянной комиссии по образованию, науке и технологиям, а также Постоянной комиссии по транспорту и телекоммуникациям.
Скончался, находясь в должности сенатора, в Военном госпитале Сантьяго 21 ноября 1990 года.

## Семья
Был женат на Марии Соне Асмуссен Фуэнсалиде, в браке родилось четверо детей.